# Sidney Holland
Pour les articles homonymes, voir Holland.
Sidney George Holland, né le 18 octobre 1893 à Greendale en Nouvelle-Zélande et mort le 5 août 1961 à Wellington, est le 25e Premier ministre de Nouvelle-Zélande, de 1949 à 1957. Après avoir joué un rôle clef dans la mise en place du Parti national (conservateur), il libéralise en partie l'économie, tout en préservant l'essentiel de l'État-providence mis en place par les Travaillistes sous Michael Savage. Il est néanmoins surtout connu pour sa réponse très dure à la grève des dockers en 1951, la plus importante grève de l'histoire du pays. Se déclarant « en guerre » contre les gréviste, il décrète l'état d'urgence et impose la censure.

## Jeunesse
Ses parents sont des immigrés anglais. Son père, Henry Holland, fermier, se lance en politique, élu maire de Christchurch, sans étiquette mais avec le soutien de mouvements ouvriers. Il se positionne ensuite plus à droite, et est élu député de Christchurch-nord à la Chambre des représentants en 1925, pour le Parti de la réforme (conservateur).
Sidney quitte l'école à l'âge de 15 ans pour travailler dans une boutique de quincaillerie. Officier durant la Premier Guerre mondiale, il tombe gravement malade au front après la Bataille de Messines de 1917 en Belgique, atteint d'échinococcose. Hospitalisé pendant six mois, il en ressort en ayant perdu un poumon. Rétabli, il fonde avec son frère une entreprise d'ingénierie en Nouvelle-Zélande. Très impliqué dans le milieu des affaires, il devient président de l'Association des employeurs du Canterbury, et président de la Chambre du commerce du Canterbury. En mai 1920, il épouse Florence Beatrice Drayton, dont il aura quatre enfants. Joueur de hockey talentueux, il joue pour la région du Canterbury, et dans l'équipe représentant l'ensemble de l'île du Sud, avant de devenir arbitre, puis brièvement manager de l'équipe nationale néo-zélandaise au début des années 1930.

## Carrière politique

### Débuts
Sid Holland organise avec succès les campagnes électorales de son père aux élections législatives de 1925, 1928 et 1931. De son côté, il est plus à droite que le parti auquel appartient son père. Au début des années 1930, il « flirte avec l'extrême droite », s'associant à la New Zealand Legion, mouvement de la droite radicale issu principalement d'organisations d'entrepreneurs, d'hommes d'affaires et de la classe moyenne aisée. La Legion reproche au ministre des Finances conservateur Gordon Coates ses politiques interventionnistes, qu'elle juge trop à gauche. Le mouvement s'oppose aussi farouchement au Parti travailliste. En 1934 est fondé le Parti démocrate, qui dénonce la droite réformiste qu'il juge « d'inclinaison socialiste ». 
Proche du Parti démocrate par son positionnement, Sid Holland n'en est toutefois pas membre, et c'est sous l'étiquette du Parti de la réforme qu'il se présente aux élections législatives de 1935, dans la circonscription de Christchurch-nord que lui cède son père. Il est élu député, mais la droite est largement battue. Les Travaillistes, emmenés par Michael Savage, accèdent au pouvoir pour la première fois. Animé par sa « détest[ation du] socialisme », Sidney Holland s'évertue avec d'autres à rassembler et refonder la droite. Il contribue à intégrer le Parti démocrate dans le nouveau grand parti fédérateur des mouvements conservateurs : le Parti national, fondé en 1936. En novembre 1940, il défie avec succès Adam Hamilton (en) pour la tête du parti, et devient chef de l'opposition. 
La droite ayant traditionnellement, à cette date, un fort ancrage rural qui fait défaut à Sidney Holland, il achète une ferme dans le Canterbury et y élève des vaches et des moutons. Ceci « lui donn[e] l'occasion de se présenter comme un fermier qui compren[d] les problèmes des fermiers, mais tout au long de sa carrière il [reste] davantage confortable au sein de l'aile urbaine de son parti ». Au début des années 1940, il parvient à fondre d'autres petits partis très à droite au sein du Parti national. Il prône la liberté, l'autonomie et la responsabilité individuelles, la dérèglementation en matière économique, et qualifie le socialisme de doctrine étrangère aux traditions néo-zélandaises. 
En juin 1942, il accepte d'intégrer le gouvernement, au nom de l'unité nationale durant la guerre. Ce n'est pas à proprement parler une coalition, puisque cela reste clairement un gouvernement travailliste (dirigé par Peter Fraser), mais Holland est nommé ministre responsable des dépenses liées à l'effort de guerre. Rapidement en conflit avec ses collègues, il démissionne du gouvernement en septembre, lorsque ce dernier amnistie les participants à une grève illégale dans les mines de charbon. À nouveau chef de l'opposition, il reprend ses attaques contre le gouvernement. À la tête du Parti national, il est battu aux élections de 1943 et de 1946, les Travaillistes conservant le pouvoir.

### Premier ministre
Les Nationaux remportent les élections de novembre 1949, et Sidney Holland devient premier ministre. Il est le premier représentant de ce parti à prendre la tête du gouvernement. L'une de ses premières grandes mesures est l'abolition de la chambre haute du Parlement : le Conseil législatif. Par opposition à la Chambre des représentants (élue), les membres du Conseil législatif étaient nommés par le gouvernement. Holland hérite ainsi d'une chambre haute dominée par les Travaillistes. Il y nomme suffisamment de nouveaux membres issus de son parti pour y avoir une majorité, et leur ordonne de voter leur propre dissolution. Le Conseil législatif est aboli en 1951.
En février de la même année éclate une grève des dockers. Il ne s'agit que d'une grève des heures supplémentaires, mais Holland décrète l'état d'urgence, déploie l'armée pour effectuer le travail des grévistes, et fait censurer toute publication favorable aux grévistes. Les manifestations en leur faveur sont violemment dispersées. Un décret rend illégal d'aider matériellement les grévistes - y compris en donnant de la nourriture à leur femme ou à leurs enfants. Dans certaines écoles, les enfants des grévistes sont séparés des autres, pour empêcher leurs camarades de partager avec eux de la nourriture. Le gouvernement se dote du pouvoir de saisir les avoirs des syndicats. Face à ces mesures, la grève s'amplifie, de nouveaux syndicats rejoignant les grévistes par solidarité. Après 151 jours, toutefois, les grévistes cèdent. Les principaux organisateurs de la grève sont définitivement licenciés, et leur principal syndicat, le New Zealand Waterside Workers’ Union, d'inspiration communiste, est contraint de se dissoudre,. Le gouvernement Holland remporte les élections anticipées en septembre.
Holland, qui est ministre des Finances dans son propre gouvernement de 1949 à 1954, entreprend alors une dérèglementation de l'économie, tout en préservant la sécurité sociale très populaire mise en place par les Travailliste, ainsi que la priorité accordée au plein emploi. En matière de politique étrangère, il signe en 1951 le traité ANZUS, pacte militaire trilatéral avec les États-Unis et l'Australie. Ce pacte confirme le rapprochement avec les États-Unis entrepris durant la Seconde Guerre mondiale, et amènera plus tard la Nouvelle-Zélande à participer à la guerre du Vietnam. Par ailleurs, Holland demeure profondément attaché à la relation de son pays avec le Royaume-Uni, et avec ce qu'il appelle, avec une réelle affection, « ce cher Empire ». Se décrivant comme « britannique de fond en comble » (comme beaucoup de Néo-Zélandais à son époque), il soutient le Royaume-Uni durant la crise du canal de Suez en 1956, alors que les autres pays du Commonwealth des Nations refusent de cautionner l'invasion franco-britannico-israélienne de l'Égypte. (Outre la Nouvelle-Zélande, le seul pays à soutenir le Royaume-Uni est alors l'Australie, dirigée par le très conservateur et anglophile Robert Menzies.) Holland, qui promet de « soutenir les Britanniques contre vents et marées », souhaite initialement envoyer un navire de guerre néo-zélandais pour soutenir la Royal Navy. Il y renonce sur recommandation de ses conseillers, et apporte simplement à Londres son « soutien moral »,.
Il démissionne en septembre 1957 pour raisons de santé, ayant subi un malaise cardiaque et souffrant de troubles de mémoire. Keith Holyoake lui succède à la tête du parti et du gouvernement. Fait chevalier de l'Ordre du Bain, il renonce également à se représenter à son siège de député aux élections en novembre, et se retire de la politique. Il décède à l'hôpital à Wellington le 5 août 1961. Son fils Eric Holland sera par la suite ministre de l'Énergie et du Logement sous le premier ministre Robert Muldoon (Parti national) dans les années 1970.